# はなちゃんのみそ汁
『はなちゃんのみそ汁』（はなちゃんのみそしる）は、家族である安武信吾・千恵・はなの3名による日本の随筆。

## 内容
乳がんを患う千恵（1975年1月28日 - 2008年7月11日、33歳没）の闘病とその最中に出産した娘のはな（2003年2月20日 - ）、夫の信吾（1963年9月11日 - ）の生活を綴ったブログ『早寝早起き玄米生活（ハンドルネーム：六本松さくら）』の書籍化作品。千恵の死後、西日本新聞社の記者であった夫・安武信吾への取材に基づき、2009年に朝日新聞に紹介記事が掲載され、その反響を受け文藝春秋より2012年に出版された。千恵の死後も母に教わったみそ汁を作り続ける娘・はなのエピソードを含む。
2022年2月、その後の10年を描いた『はなちゃんのみそ汁 青春篇』が発売された。はなは2021年3月に中村学園女子高等学校を卒業し、同年4月に中村学園大学栄養科学部フード・マネジメント学科に入学した。4年後の2025年3月に卒業し、同年4月に食品会社に就職。

## テレビドラマ
日本テレビ系列『24時間テレビ37「愛は地球を救う」ドラマスペシャル』として、2014年8月30日（土曜日）21:13 - 23:25に放送された単発ドラマ。平均視聴率は22.3%（ビデオリサーチ調べ、関東地区）。
2014年12月17日にDVD & Blu-ray が発売された。

### あらすじ
新聞記者の信吾は、音大生の千恵と出会い、恋人同士となった。幸せな生活が続き、結婚も考え始めた矢先、千恵の乳がんが発覚する。それでも信吾は千恵を支えようと誓い、二人は結婚する。左乳房が摘出され、抗がん剤を用いた治療が始まり、苦しみぬきながらも治療は成功する。しかし、医師から再発のリスクを説明され、子どもを産むとがんが再発する可能性が高くなることを告げられる。それでも千恵は、あきらめかけたものの、妊娠し、長女・はなを出産する。
だが、幸せな生活が訪れた矢先、左肺にがんの転移が見つかる。抗がん剤で辛い思いをした千恵は抗がん剤での治療を拒否し、規則正しい生活と食事療法を実践する。

### キャスト（テレビドラマ）
- 安武信吾 - 大倉忠義
- 安武千恵 - 尾野真千子
- 安武はな - 芦田愛菜（9か月期：川田秋妃、2歳期：加藤寿美、4 - 5歳期：阿由葉さら紗）
- 松永和則（千恵の父） - 片岡鶴太郎
- 松永喜美子（千恵の母） - 真野響子
- 安武信義（信吾の父） - 北見敏之
- 安武美登里（信吾の母） - 大谷直子
- 長谷川和臣（千恵の主治医） - 大杉漣
- 山岡豊乃（代替治療のきっかけとなる小料理屋店主） - 田中裕子
- 信吾がかかった医者 - 津嘉山正種
- 劇中TVの「目マン1号」 - 清水ミチコ
- 髙橋洋、笠原秀幸、田中隆三、枝元萌、兒玉宣勝、須田華音、堀江詩、三輪椛音、生駒星汰、吉澤梨里花、大嶋守立、伊藤富美也、クリス・ドウ・モンタルト、伊藤麻美子、金子ゆい、三森麻美

### スタッフ（テレビドラマ）
- 原作 - 安武信吾、安武千恵、安武はな『はなちゃんのみそ汁』
- 脚本 - 西田征史
- 音楽 - 三宅一徳
- VFXスーパーバイザー - オダイッセイ
- サウンドデザイン - 石井和之
- 特殊メイク - 中田彰輝
- 医療監修 - 原義明
- 歌唱指導 - 斉藤かおる
- ロケ協力 - 横須賀市、横須賀市観光協会、みうら映画舎、三笠公園、とちぎえーぞー支援隊、ましこ花のまちづくり実行委員会　ほか
- 機材協力 - ナックイメージテクノロジー、ヒビノベスコ
- チーフプロデューサー - 神蔵克
- プロデューサー - 次屋尚、大塚英治、難波利昭、江森浩子
- 演出 - 水田伸生
- 製作著作 - 日本テレビ

### 批評・反響
TVドラマ化にあたっては、原作上での名前の変更やエピソードのカットが行われており、ドラマのエンディングで「このドラマは『はなちゃんのみそ汁』をモチーフに作られたフィクションであり、登場人物および物語上の設定の一部は原作と異なります。」との旨のテロップが出た。
本作は賛否両論を呼んだ。青柳美帆子は「ストーリーもいわゆる難病ものとしてもできている。」と褒めつつも、食事療法で2度目のがん治療を成功させた後の千恵が自身の免疫力を過信して治療を拒否した結果、全身転移の発見が遅れ、二人（特に信吾）が後悔する場面の削除を「代替医療を美化している」として批判した。
| 日本テレビ系 24時間テレビスペシャルドラマ | 日本テレビ系 24時間テレビスペシャルドラマ | 日本テレビ系 24時間テレビスペシャルドラマ |
| 前番組                                    | 番組名                                    | 次番組                                    |
| ----------------------------------------- | ----------------------------------------- | ----------------------------------------- |
| 今日の日はさようなら                      | はなちゃんのみそ汁                        | 母さん、俺は大丈夫                        |

## 映画
2015年12月19日公開。主演は広末涼子。
安武はな役の子役は4歳から12歳までの女児を対象とした公募により、公募参加者最年少の赤松えみなが選出された。
北見敏之はテレビドラマ版と映画版の両方に出演した（ドラマ、映画とも信吾の父役）。

### キャスト（映画）
- 安武千恵 - 広末涼子[8]
- 安武信吾 - 滝藤賢一[8]
- 安武はな - 赤松えみな[8]
- 松永志保 - 一青窈[8]
- 吉村奈津子 - 紺野まひる
- 片桐（医師） - 原田貴和子
- 吉田由布子 - 春風ひとみ
- 吉田由季 - 遼河はるひ
- 松永和則 - 平泉成
- 松永喜美子 - 木村理恵
- 安武信義 - 北見敏之
- 安武美登里 - 高畑淳子
- 加山（医師） - 鶴見辰吾
- 松尾陽一 - 赤井英和
- 伊藤源十（医師） - 古谷一行
- 前田淳、弓削智久、直江喜一、東風平高根、桜井ユキ　ほか

### スタッフ（映画）
- 原作 - 安武信吾・千恵・はな『はなちゃんのみそ汁』（文藝春秋）
- 脚本・監督 - 阿久根知昭（Write Staff Guild)
- 音楽 - 石橋序佳
- 主題歌 - 一青窈「満点星（まんてんぼし）」[11]
- 撮影監督 - 寺田緑郎
- 照明 - 鈴木康介
- 録音 - 本田孜
- 美術 - 丸尾知行
- 編集 - 瀧田隆一
- 監督補 - 横山浩之
- 助監督 - 片山慎三
- VFX - 金魚事務所、デジデリック
- 音響効果 - シネマサウンドワークス
- 技術協力 - IMAGICA、ナックイメージテクノロジー
- ポスプロ - アクティブ・シネ・クラブ
- 特別協賛 - 住友生命保険
- 協賛 - クリナップ、フンドーキン醤油
- ロケ協力 - 福岡フィルムコミッション、福岡市、福津市、宗像市　ほか
- 企画プロデューサー -  村岡克彦
- プロデューサー - 坂本和隆、堀尾星矢、桑原啓子
- 制作プロダクション - イメージフィールド
- 配給・宣伝 - 東京テアトル
- 製作 - 2015「はなちゃんのみそ汁」フィルムパートナーズ（イメージフィールド、東京テアトル、医療法人寿栄会本間病院、相武台脳神経外科、中央映画貿易、オデッサ・エンタテインメント、西日本新聞社、酒井幸子）

## その他メディア
- 中居正広の金曜日のスマたちへ（2012年12月14日、TBS系列）[12]
- 目撃者f「心が大人になる前に～父娘で歩んだ14年～」（2022年9月25日、FBS福岡放送）[13][14]
- NNNドキュメント’23「はなちゃんのみそ汁 父娘で歩んだ15年」（2023年2月5日、日本テレビ）[15][16]